# Polisoma
Un polisoma o poliribosoma és un conjunt de ribosomes associats a una molècula de ARN per realitzar la traducció simultània d'una mateixa proteïna.
Els ARN missatgers de cèl·lules procariotes i eucariotes poden ser traduïts simultàniament per molts ribosomes. Una vegada que el ribosoma s'allunya d'un lloc d'iniciació, un altre pot unir-se al ARNm i iniciar la síntesi d'una nova cadena polipeptídica. Així els ARNm són normalment traduïts per una sèrie de ribosomes, separats entre ells per aproximadament 100-200 nucleòtids; els impediments estérics impossibiliten que es trobin més a prop. Per tant, malgrat traduir la mateixa seqüència, cada ribosoma es troba sintetitzant un punt diferent de la proteïna.
Podem trobar els polisomes en tres estats: lliures, units al citoesquelet o units a una membrana.